# Stor-Nyfönnemyrtjärnen
Stor-Nyfönnemyrtjärnen är en sjö i Bjurholms kommun i Ångermanland och ingår i Öreälvens huvudavrinningsområde. Sjön har en area på 0,0228 kvadratkilometer och ligger 272 meter över havet.

## Delavrinningsområde
Stor-Nyfönnemyrtjärnen ingår i det delavrinningsområde (710856-165221) som SMHI kallar för Mynnar i Lill-Tällvattnet. Medelhöjden är 286 meter över havet och ytan är 2,59 kvadratkilometer. Räknas de 3 avrinningsområdena uppströms in blir den ackumulerade arean 17,89 kvadratkilometer. Tällvattstjärnbäcken som avvattnar avrinningsområdet har biflödesordning 4, vilket innebär att vattnet flödar genom totalt 4 vattendrag innan det når havet efter 128 kilometer. Avrinningsområdet består mestadels av skog (83 procent) och sankmarker (11 procent). Avrinningsområdet har 0,02 kvadratkilometer vattenytor vilket ger det en sjöprocent på 0,9 procent.